# Cavall frisó
|  | No s'ha de confondre amb Cavall frisó (defensa). |

El cavall frisó és una raça de cavall procedent de la regió de Frísia dels Països Baixos. En principi era un cavall de tir.
Les crineres de la cua i del coll són molt espesses i abundants, de vegades poden o no estar ambdues trenades o una mica ondulades. El cap és bastant llarg i té orelles petites, sempre estan alçades i elegants, característiques de la seva gran docilitat i del seu excel·lent temperament. Pel que fa al caràcter, són molt tranquils i tenen molta presència, de manera que això en fa un animal perfecte per al tir (vegeu cavall de tir). També ha estat emprat al circ pel seu pelatge negre, majestuositat i talla impressionant. Antigament, va ser el cavall de guerra dels alemanys, i ha anat millorant mitjançant diversos encreuaments, en especial amb cavalls andalusos. Els països on el cavall frisó és més apreciat són els Països Baixos i Bèlgica. Els cavalls frisons són sempre negres com la nit o, en alguns casos, castanys foscos. No es permet cap mena de taques, només s'escapen alguns de la regla.

## Disciplines

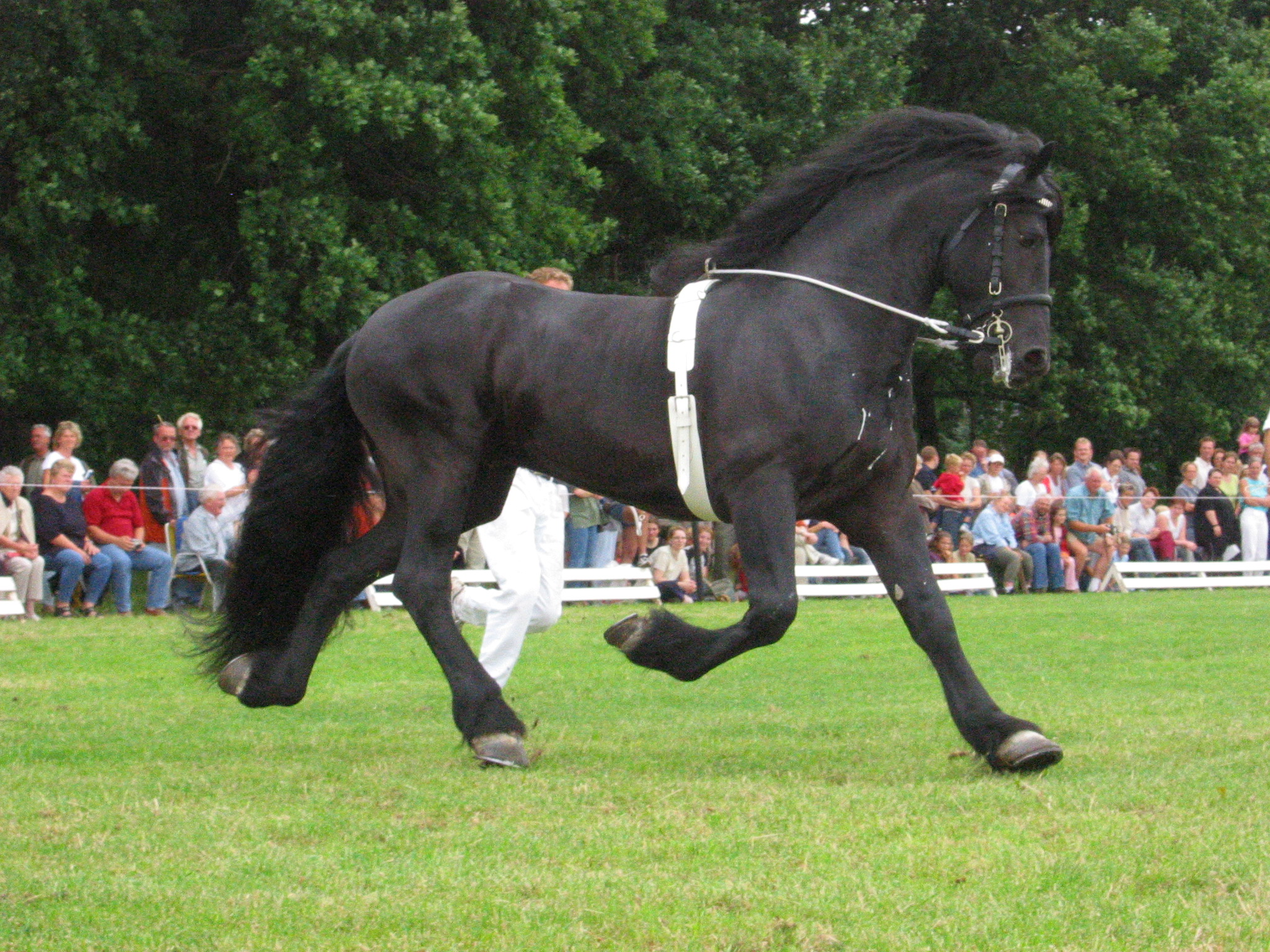
Cavall frisó durant el trot

El cavall frisó es pot veure sovint en exhibicions eqüestres, en una calessa frisona tradicional, de rodes altes. Als Països Baixos, els ocupants solen portar un vestit tradicional. El frisó també constitueix un cavall d'equitació de primera classe, amb una clara aptitud per a la doma i una bona reputació com a cavall d'aprenentatge a les escoles superiors d'equitació. El cavall frisó ens captiva la mirada durant el trot a causa del seu alt joc del genoll i del cap.